# Flugplatz Dieppe-Saint-Aubin

i7
i11
i13
Das Aérodrome de Dieppe-Saint-Aubin (IATA-Code: DPE, ICAO-Code: LFAB) ist ein Flugplatz der Allgemeinen Luftfahrt. Er liegt in der Region Hauts-de-France im Département Seine-Maritime etwa fünf Kilometer südöstlich von Dieppe auf dem Gebiet von Saint-Aubin-sur-Scie.

## Geschichte
Der Flugplatz wurde 1934 insbesondere im Hinblick auf die touristischen Möglichkeiten der nahen Küste errichtet und verzeichnete in den 1930er bis zu 800 Flugbewegungen jährlich.
Wenige Tage nach Beginn des Westfeldzugs der deutschen Wehrmacht während des Zweiten Weltkriegs wurde der Platz kurzfristig von deutschen Messerschmitt Bf 109E-Jägern genutzt. Hier lagen Mitte Mai 1940 kurz hintereinander für jeweils wenige Tage die I. Gruppe des Jagdgeschwaders 77 (I./JG 77) und I. (Jagd-)Gruppe des Lehrgeschwaders 2 (I. (Jagd)/LG 2). Am Ende der deutschen Besatzungszeit war der Flugplatz weitestgehend zerstört.
Im Jahr 1948 wurde er von der IHK Dieppe wiedereröffnet. Der Flugplatz wurde in den folgenden Jahrzehnten moderat ausgebaut, wobei die befestigte Start- und Landebahn 1972 gebaut wurde.